# Kirsan Ilumżynow
Kirsan Nikołajewicz Ilumżynow (ros. Кирсан Николаевич Илюмжинов; ur. 5 kwietnia 1962 w Eliście) – prezydent (1993–2005) rosyjskiej autonomicznej republiki Kałmucji, szósty prezydent Międzynarodowej Federacji Szachowej (FIDE) (1995–2018). Propagator szachów, główny sponsor olimpiady szachowej w Moskwie w 1994 roku.

## Życiorys
Jako prezydent FIDE Ilumżynow sponsorował mecz o mistrzostwo świata Karpow – Kamski (Elista 1996), kolejne turnieje o mistrzostwo świata (Groningen 1997, Lozanna 1998, Las Vegas 1999) oraz szachową olimpiadę w Eliście w 1998 roku.
W 2010 w kolejnych wyborach na stanowisko prezydenta FIDE pokonał Anatolija Karpowa w stosunku głosów 95 do 55, natomiast w 2014 – Garriego Kasparowa (stosunkiem głosów 110 do 61). W kolejnych wyborach (2018) nie wystartował i przestał być prezydentem FIDE.
Na jego cześć została nazwana planetoida (5570) Kirsan.